# Тачфон
Тачфон (TouchPhone, Touchphone) — це клас телефонів, що одержали назву за способом управління (від англійського слова «touch» — торкатися). Сенс криється в назві — Touch — «торкання», використання руки — самого точного інструменту управління у людини. Нічого інноваційного в сенсорному управлінні немає — тачпад застосовувався і в ноутбуках, і в кишенькових комп'ютерах.
Станом на грудень 2012 року можна виділити такі сенсорні телефони без відкритої операційної системи:
1. Найдоступніші
- Fly E133
- Alcatel OT-602 / Alcatel OT-602D
- Fly E141 TV
- Samsung Champ C3300
- Alcatel OT-720 / Alcatel OT-720D
- TeXet TM-605TV
- Alcatel One Touch 818D

2. Більше функцій тощо
- Samsung GT-S5230 Star
- Fly E154
- Philips Xenium X525
- Philips Xenium X331
- Samsung C3312 Champ Deluxe Duos
- LG T375
- Nokia Asha 305 / 306
- Samsung GT- S5260 Star II
- Samsung GT-S5222 Star 3 Duos
- Nokia Asha 308 / 309
- Nokia Asha 311
- Samsung GT-C6712 Star II DUOS